# 一柳頼紹
一柳 頼紹（ひとつやなぎ よりつぐ）は、江戸時代後期から明治初期の大名、華族。伊予小松藩の第8代藩主、同藩初代知藩事。

## 生涯
文政5年（1822年）、小松藩主一族である旗本村越成芳（第5代藩主・一柳頼寿の六男）の二男として生まれ、叔父にあたる一柳寿重（頼寿の七男）の養子となった。『平成新修旧華族家系大成』では一柳寿重の二男と記している。
天保3年（1832年）8月21日、従兄に当たる先代藩主の頼親が死去したため、末期養子として家督を相続した。天保9年9月15日、将軍徳川家慶に御目見した。同年12月16日、従五位下・兵部少輔に叙任する。藩政では文教政策に尽くした。また、幕末の動乱の中で、頼紹は尊王派として三条実美や澤宣嘉らと親交を持った。
慶応3年（1867年）11月5日、病気を理由に上洛の延期を朝廷に申し出る。慶応4年1月15日、重臣近藤十左衛門を上洛させて、新政府支持の姿勢を示した。同年2月、病気を理由として藩主に代わり、嫡子頼明を上洛させた。藩論を尊王でまとめた頼紹は、慶応4年（1868年）の戊辰戦争において新政府側に与し、藩兵を越後（北越戦争）や出羽山形方面に出動させた。
明治2年（1869年）、戊辰戦争の功績として賞典金2000両を与えられる。同年6月24日、版籍奉還により知藩事となるが、直後の7月14日に東京で死去した。享年48。跡を頼明が継ぎ、知藩事となった。

## 家族・親族
正室は、日向高鍋藩主秋月種任の娘・益子（天保2年（1831年）1月 - 明治10年（1877年）3月20日）。なお、先代藩主頼親の正室照子は益子の叔母に当たる。
『平成新修旧華族家系大成』は、子として以下を載せる。
- 長女：栄子（えいこ、安政元年（1854年）7月15日 - 明治26年（1893年）11月24日。一柳末徳正室）[3]
- 長男：頼明（よりあき、安政5年（1858年）7月15日 - 大正9年（1920年）1月16日）
- 四男：紹念（つぐむね、万延元年（1860年）10月12日 - 昭和4年（1929年）3月12日）

家督は頼明が継いだあと、紹念に譲られており、明治17年（1884年）の華族令施行に際して紹念が子爵に叙せられた。
長女の栄子は、同族の小野藩主家を継いだ一柳末徳（九鬼隆都五男）の正室となった。